# Larry Morris
Lawrence Cleo „Larry“ Morris (* 10. Dezember 1933 in Atlanta, Georgia; † 19. Dezember 2012 ebenda) war ein US-amerikanischer American-Football-Spieler in der National Football League (NFL).

## Spielerlaufbahn

### Collegekarriere
Larry Morris besuchte in Decatur die Highschool und studierte nach seinem Schulabschluss von 1951 bis 1954 am Georgia Institute of Technology. Am College spielte er als Center American Football. Nebenbei spielte er auch Basketball. Morris war Mannschaftskapitän beider Mannschaften. 1954 wurde er aufgrund seiner Leistungen im Footballsport zum All-American gewählt. Mit seinem Team nahm er im Jahr 1952 am Orange Bowl und in den Jahren 1953 und 1954 am Sugar Bowl teil. Sein Team konnte alle drei Spiele gewinnen. Morris machte einen Abschluss in Industrial Management.

### Profikarriere
Im Jahr 1955 wurde Morris von den Los Angeles Rams in der ersten Runde an siebter Stelle gedraftet. Trainer der Mannschaft war Sid Gillman. Bei den Rams spielte Morris überwiegend in der Defense als Linebacker zusammen mit Les Richter. In seinem Rookiejahr zog er mit seinem Team in das NFL-Endspiel. Das Spiel ging gegen die Cleveland Browns mit 38:14 verloren. Morris fing in diesem Spiel eine Interception von Quarterback Otto Graham. In den folgenden beiden Spieljahren konnte Morris aufgrund von Verletzungen nur wenige Spiele für sein Team ableisten.

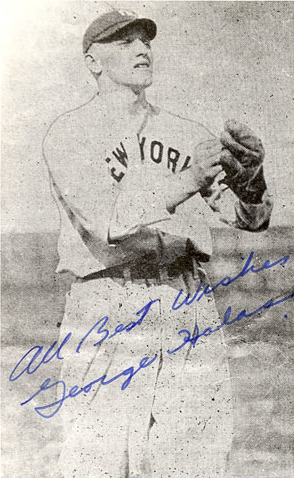
George Halas

Nach drei Jahren bei den Rams unterschrieb Morris einen Vertrag bei den von George Halas betreuten Chicago Bears. Im Jahr 1963 konnte Morris mit seinem Team nochmals in das NFL-Endspiel einziehen. Gegner waren die New York Giants, die sich mit 14:10 geschlagen geben mussten. Die Defense der Bears gelang es immer wieder, den Quarterback der Giants, Y. A. Tittle, unter Druck zu setzen. Morris konnte dabei einen Pass von Tittle abfangen und über eine Strecke von 61 Yards in Richtung der Giants-Endzone tragen. Er wurde erst an der Sechs-Yard-Linie der Giants durch deren Defense gestoppt. Der Ballgewinn von Morris führte kurze Zeit später zu einem Touchdown für seine Mannschaft. Morris wurde zum Most Valuable Player (MVP) des Spiels gewählt.
Nach einem Spieljahr bei den Atlanta Falcons beendete Morris 1966 seine Laufbahn. 

## Nach der Laufbahn
Nach seiner Spielerlaufbahn arbeitete Larry Morris als Geschäftsmann im Versicherungsgewerbe. Er litt bis zu seinem Tod an Demenz, die er selbst auf seine Tätigkeit als Profifootballspieler zurückführte. Seine Familie spendete sein Gehirn zu sportwissenschaftlichen Zwecken der Boston University. Die Grabstätte von Larry Morris ist nicht bekannt.

## Ehrungen
Morris ist Mitglied im NFL 1960s All-Decade Team und in der Ruhmeshalle seines Colleges. Er wurde einmal zum All Pro gewählt. 1992 wurde er in die College Football Hall of Fame aufgenommen.